# ليفي ولس برنتيس
ليفي ولس برنتيس (بالإنجليزية: Levi Wells Prentice)‏ هو رسام أمريكي، ولد في 18 ديسمبر 1851، وتوفي في 28 نوفمبر 1935.